# Jackpot (película)
Jackpot: ¡Lotería mortal! es una película  de comedia y acción estadounidense de 2024 dirigida por Paul Feig y escrito por Rob Yescombe. Está protagonizada por Awkwafina, Simu Liu y John Cena.
Jackpot! se lanzó a través de Prime Video el 15 de agosto de 2024 y recibió críticas mixtas.

## Premisa
Katie accidentalmente se encuentra con el boleto ganador y debe unir fuerzas con el protector aficionado del premio mayor Noel para llegar al atardecer y reclamar su premio multimillonario, todo mientras trata con el rival de protección de Noel, Louis Lewis, quien también quiere llevarla a la puesta del sol para reclamar su rica comisión de protección.

## Elenco
- Awkwafina como Katie Kim
- John Cena como Noel
- Ayden Mayeri como Shadi
- Simu Liu como Louis Lewis
- Donald Elise Watkins como DJ
- Sam Asghari como agente Ash
- Machine Gun Kelly como él mismo
- Leslie David Baker como Earl
- Becky Ann Baker como Irene
- Dolly de Leon como abuela Tala
- Murray Hill como Johnny Grand
- Monique Ganderton como agente Hoyt
- Sean William Scott como un hombre rudo
- Marian Green como una dama
- Rosanna Scotto como una presentadora de noticias
- Adam Ray como un papá idiota
- Bobby Lee como él mismo

## Producción
En marzo de 2023 se anunció que Amazon Studios estaba desarrollando una película de comedia de acción titulada Grand Death Lotto. El director contratado fue Paul Feig, su escritura está a cargo de Rob Yescombe y está producida por Joe Roth, Jeff Kirschenbaum, Feig y Laura Fischer. John Cena, Zack Roth y Yescombe actuarán como productores ejecutivos. Cena, Awkwafina y Simu Liu fueron elegidos para los papeles principales.
Ayden Mayeri, Seann William Scott, Dolly de Leon y Donald Elise Watkins se unieron al elenco a finales de mes. La fotografía principal comenzó en marzo de 2023,  bajo el título provisional Jackpot.